# 10200型航空母艦
10200型「ハルザン」航空母艦（Вертолётоносцы проекта 10200 «Халзан»、「鷹」の意）は、ソビエト連邦で計画されたヘリ空母である。

## 開発
1973年から1974年にかけて、A・N・クリロフ記念中央研究所を中心に新たな対潜水艦戦闘計画が研究された。新たに考案された戦闘計画「アルグス」は、ヘリコプター搭載艦を中心とする戦闘計画で、ヘリコプター搭載艦には開発中の1143型航空重巡洋艦（後のキエフ級航空母艦）のほかにも、開発中のYak-141垂直離着陸機（VTOL）も運用できる案やコンテナ船改装など航空重巡洋艦よりも安価なヘリ空母を想定していた。戦闘計画はソビエト海軍造船兵器研究所で実証され、有効との結論に至った。
海軍総司令官のセルゲイ・ゴルシコフ提督は、対潜哨戒任務のためVTOLを搭載する1143型航空重巡洋艦の建造を熱烈に支持していた。これに対し副総司令官のニコライ・アメリコ大将は、現実的な選択としてコンテナ船の設計を流用したヘリ空母の配備を支持していた。1977年、このヘリ空母の原案がニコラエフ（現・ムィコラーイウ）の黒海船舶設計局で計画され、30,000t級の艦体に28-30機のヘリコプターを搭載する案と、12機のヘリコプターと兵装を搭載する案が挙げられた。1978年、黒海船舶設計局は1609型「カピタン・スミルノフ」級コンテナ船（長さ：203m、排水量：3万5,000t）を元に10200型の原案を作成し、翌1979年に技術案を作成した。
ソ連政府は1980年3月、10200型空母2隻の建造を決定した。しかし、30,000tもの大形艦を建造できる造船所はウクライナ・ソビエト社会主義共和国（現・ウクライナ）のニコラエフ造船所（現・黒海造船所）に限られており、しかも造船所ではキエフ級空母の建造が始まったばかりだった。そのため、キエフ級空母との同時建造は造船所の建造能力を超過するという反対意見が、海軍内部やソビエト連邦造船工業省、設計局から挙がった。10200型の起工は一時延期され、参謀本部はキエフ級空母の4番艦に代わって10200型2隻の建造する計画を立案したが、ニコラエフ造船所のドックが空いた時という条件が伴うため、その建造は1988年から1990年まで待たなければならなかった。最終的に、キエフ級空母よりも性能が低く、建造までに時間がかかる10200型の意義が疑われたため、ソ連海軍は建造計画自体を白紙に戻した。
しかし強襲揚陸艦としての設計も盛り込まれていた10200型の設計は、キエフ級空母の建造を推進していたゴルシコフ提督も注目するものだった。1980年代に入り、ゴルシコフ提督はネフスキー設計局に強襲揚陸艦の設計を支持し、ネフスキー設計局はアメリカ海軍のタラワ級強襲揚陸艦に類似した11780型揚陸艦の原案を作成した。

## 設計
コンテナ船の設計を流用しているが、艦橋と煙突は右舷中央部に配置された。甲板の大部分は飛行甲板が占め、6ヶ所のヘリコプター発着スポットが配置されていた。艦首にはバルバスバウを有していた。
対潜任務の際には、Ka-25PLまたはKa-27PLを28機搭載した。揚陸任務の際は、大隊規模の海軍歩兵と50-60両の戦車の搭載も可能だった。揚陸任務の際にはヘリコプターの搭載は制限され、Ka-29輸送ヘリコプターを14機搭載した。また、ソビエト連邦海軍造船兵器研究所によって、将来的には開発中のYak-41（後のYak-141）VTOL戦闘機の搭載も可能とされていた。併せて、2,100lのジェット燃料も搭載した。